# 사슴벌레붙이
사슴벌레붙이(학명: Leptaulax koreanus)는 딱정벌레목 사슴벌레붙이과의 곤충으로, 한국의 고유종이다. 검고 납작하며 광택이 난다. 딱지날개에 점으로 된 굵은 세로줄이 있어 줄무늬처럼 보이며, 몸에 비해 다리가 짧다. 어른벌레는 썩은 참나무류에 날아와 알을 낳으며, 지금까지 경기도 광릉에서만 발견되었다.